# Limusina presidencial (Estados Unidos)
La limusina presidencial estadounidense (denominada en particular Cadillac One o La Bestia) es el automóvil presidencial de uso oficial para el presidente de los Estados Unidos. Son fabricadas por la división Cadillac de General Motors.
Los presidentes de los Estados Unidos adoptaron la tecnología automotriz a principios del siglo XX con la compra de cuatro automóviles por parte del presidente William Howard Taft y la conversión de los establos de la Casa Blanca en un garaje. Los presidentes viajaban en automóviles de serie, sin modificar, hasta que la administración del presidente Franklin D. Roosevelt compró el Sunshine Special , el primer automóvil estatal presidencial construido según los estándares del Servicio Secreto de los Estados Unidos. Hasta el asesinato de John F. Kennedy, los automóviles estatales presidenciales permitían con frecuencia que el presidente viajara descubierto y expuesto al público. El asesinato del presidente Kennedy inició una progresión de automóviles cada vez más blindados y sellados; el automóvil estatal de 2009-2018 tenía vidrio a prueba de balas de cinco pulgadas (130 mm) y estaba sellado herméticamente con su propio sistema ambiental. El modelo actual de automóvil estatal presidencial es un Cadillac único que debutó en septiembre de 2018.
Los vehículos presidenciales fuera de servicio se desmontan y destruyen con la ayuda del Servicio Secreto para evitar que terceros conozcan sus secretos. Las comitivas presidenciales de finales del siglo XX y del siglo XXI han estado formadas por entre 24 y 45 vehículos, además del vehículo presidencial, entre los que se incluyen vehículos de seguridad, de atención sanitaria, de prensa y de despeje de rutas, entre otros.

## Historia

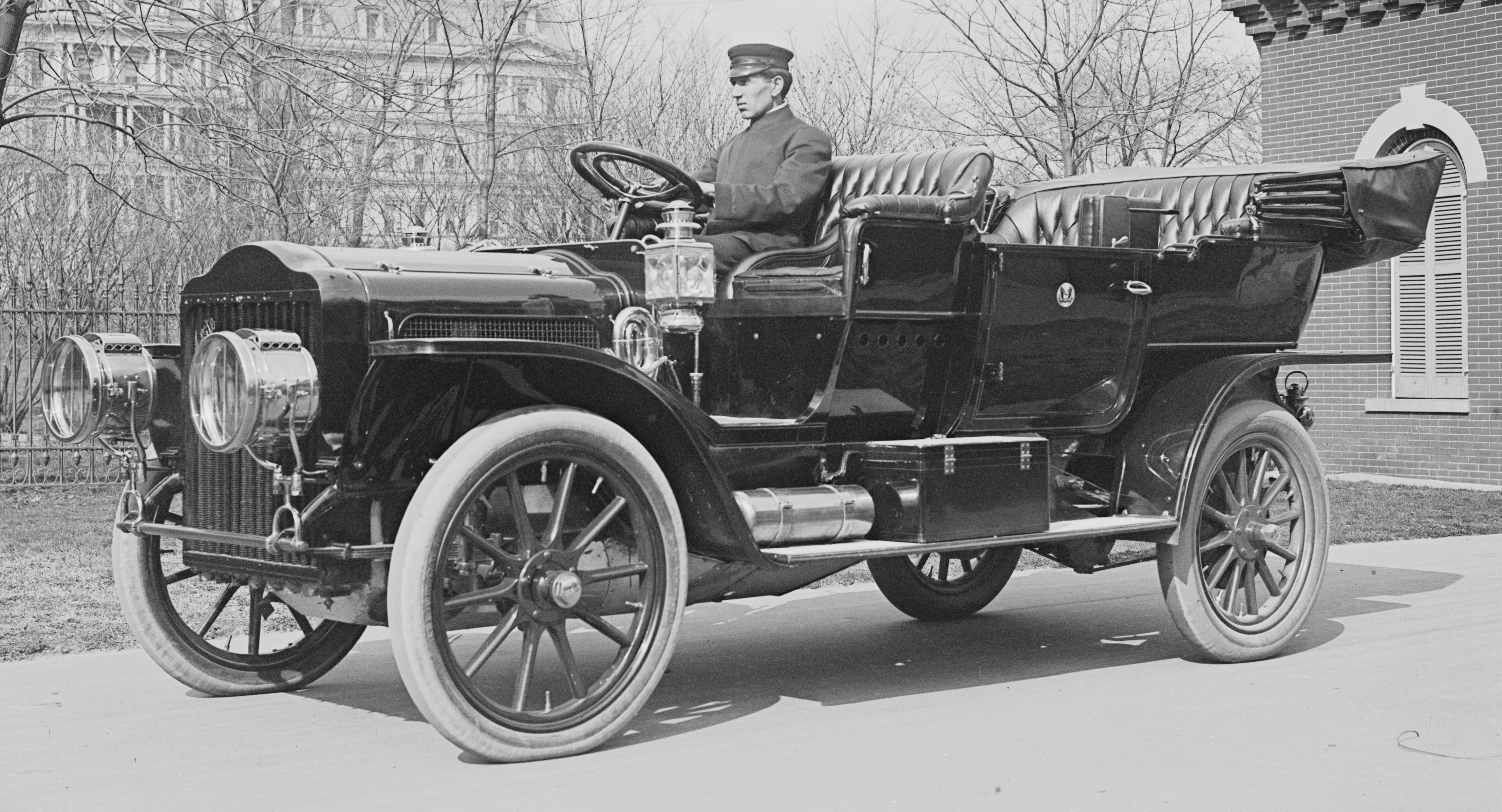
El coche de vapor blanco de Taft de 1911

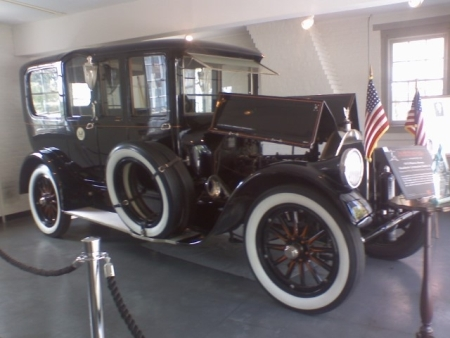
Uno de los tres automóviles Pierce-Arrow adquiridos por la administración de Wilson

El primer presidente en funciones que viajó en automóvil fue el presidente William McKinley, quien viajó brevemente en un automóvil de vapor de la Stanley Motor Carriage Company el 13 de julio de 1901.  Según el Servicio Secreto de los Estados Unidos, era costumbre que siguieran al carruaje tirado por caballos presidencial a pie, pero que con la popularización del automóvil, el Servicio Secreto compró un automóvil de vapor de la White Motor Company de 1907 para seguir el carruaje tirado por caballos del presidente Theodore Roosevelt. Roosevelt evitó viajar en el vehículo debido a su "imagen de jinete rudo". 

### Los primeros coches: Taft y Wilson
El presidente William Howard Taft cambió las cosas en la Casa Blanca, convirtiendo los establos en un garaje y comprando una flota de cuatro automóviles  con un presupuesto de $12,000 (equivalente a aproximadamente $407,000 en 2023):  dos automóviles Pierce-Arrow "lujosos" , un automóvil eléctrico Baker Motor Vehicle y un automóvil a vapor White Motor Company de 1911 de $4,000 (equivalente a aproximadamente $136,000 en 2023) . El presidente Taft se convirtió en un fanático del automóvil a vapor cuando descubrió que podía ocultarse de los fotógrafos de prensa con una "ráfaga de vapor cuidadosamente cronometrada".
El presidente Woodrow Wilson era tan fanático de los tres automóviles Pierce-Arrow comprados por su administración que compró uno de ellos al gobierno por US$3000 (equivalente a US$51 246 en 2023) cuando dejó el cargo en 1921. El presidente Warren G. Harding fue el primer presidente en usar un automóvil para conducir hasta su toma de posesión, y fue el primer conductor calificado en ser elegido presidente. El presidente Herbert Hoover tenía un Cadillac V-16.

### Franklin Roosevelt

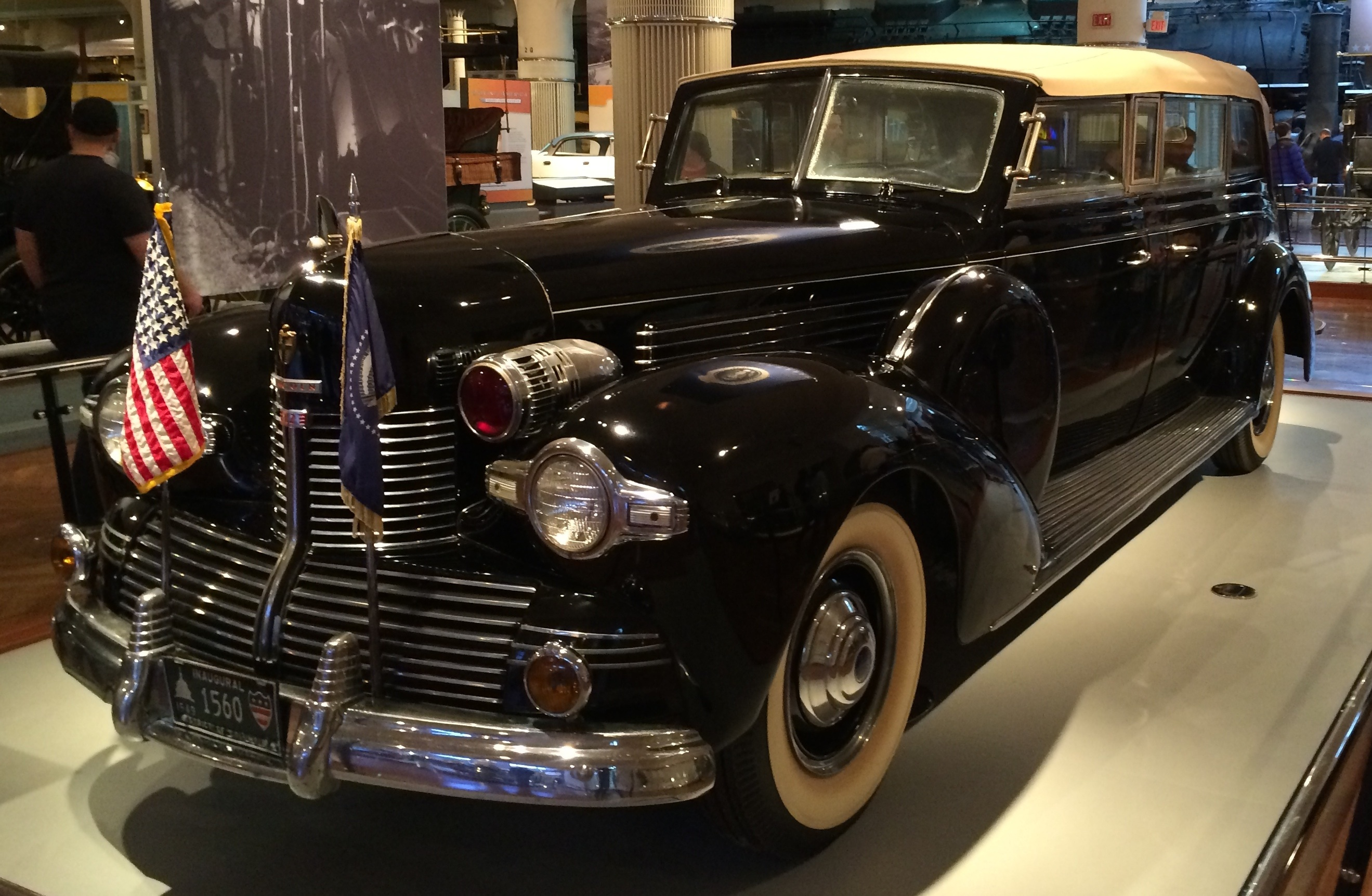
El Ford V8 de Franklin D. Roosevelt

En 1936, el presidente Franklin D. Roosevelt compró un cupé Ford V8 Phaeton y lo equipó con controles manuales, en directa contravención de una directiva del Servicio Secreto que prohibía a los presidentes en funciones ponerse al volante de un automóvil. En diciembre de 1939, el presidente Roosevelt recibió un convertible Lincoln Motor Company V12 de 1939 : el Sunshine Special.  El Sunshine Special (llamado así porque la capota se abría con frecuencia)  se convirtió en el automóvil más conocido del presidente, el primero en construirse según las especificaciones del Servicio Secreto y el primero en alquilarse en lugar de comprarse.  Construido sobre el chasis de la serie Lincoln K, el Sunshine Special tiene una distancia entre ejes de 160 pulgadas (4100 mm) , espacio para 10 pasajeros, puertas traseras suicidas, suspensión de alta resistencia, dos llantas de repuesto montadas en los laterales y plataformas de pie unidas al exterior para acomodar a los agentes del Servicio Secreto.
El Sunshine Special sufrió dos series de modificaciones. En 1941, la capota del coche se bajó tres pulgadas (76 mm) por cuestiones estéticas. En 1942, después del ataque a Pearl Harbor, el coche se sometió a la adición de blindaje, vidrio a prueba de balas de una pulgada (25 mm), " cámaras de aire revestidas de metal a prueba de pinchazos, un transceptor de radio, una sirena, luces de advertencia rojas y un compartimento para metralletas ". Después de la segunda serie de modificaciones, el coche pesaba 9.300 libras (4.200 kg) y era seis pies (1,8 m) más largo.

### La transición a los automóviles Lincoln: Truman y Eisenhower

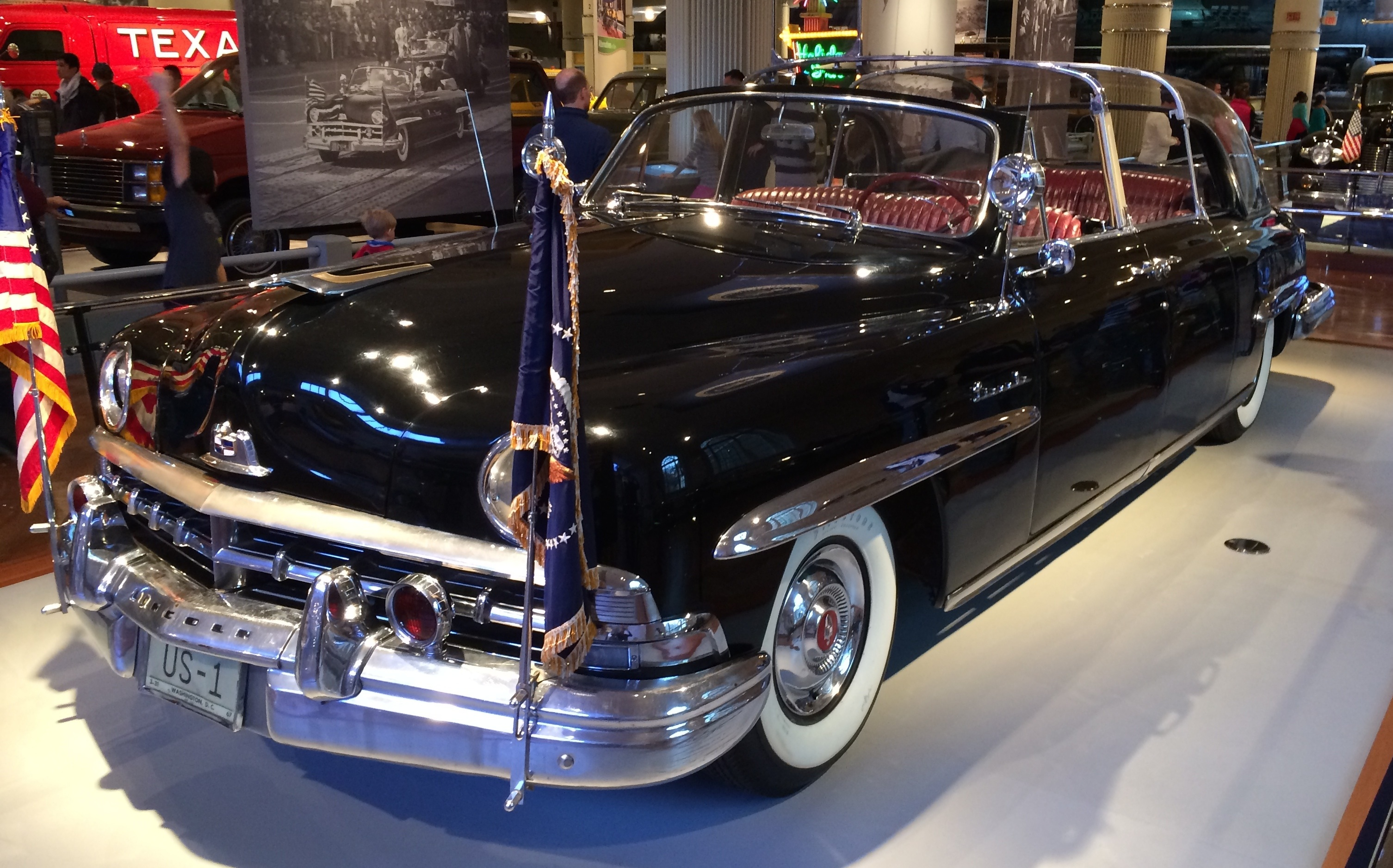
Eisenhower "Bubble-top" en The Henry Ford, 2013 y 2016

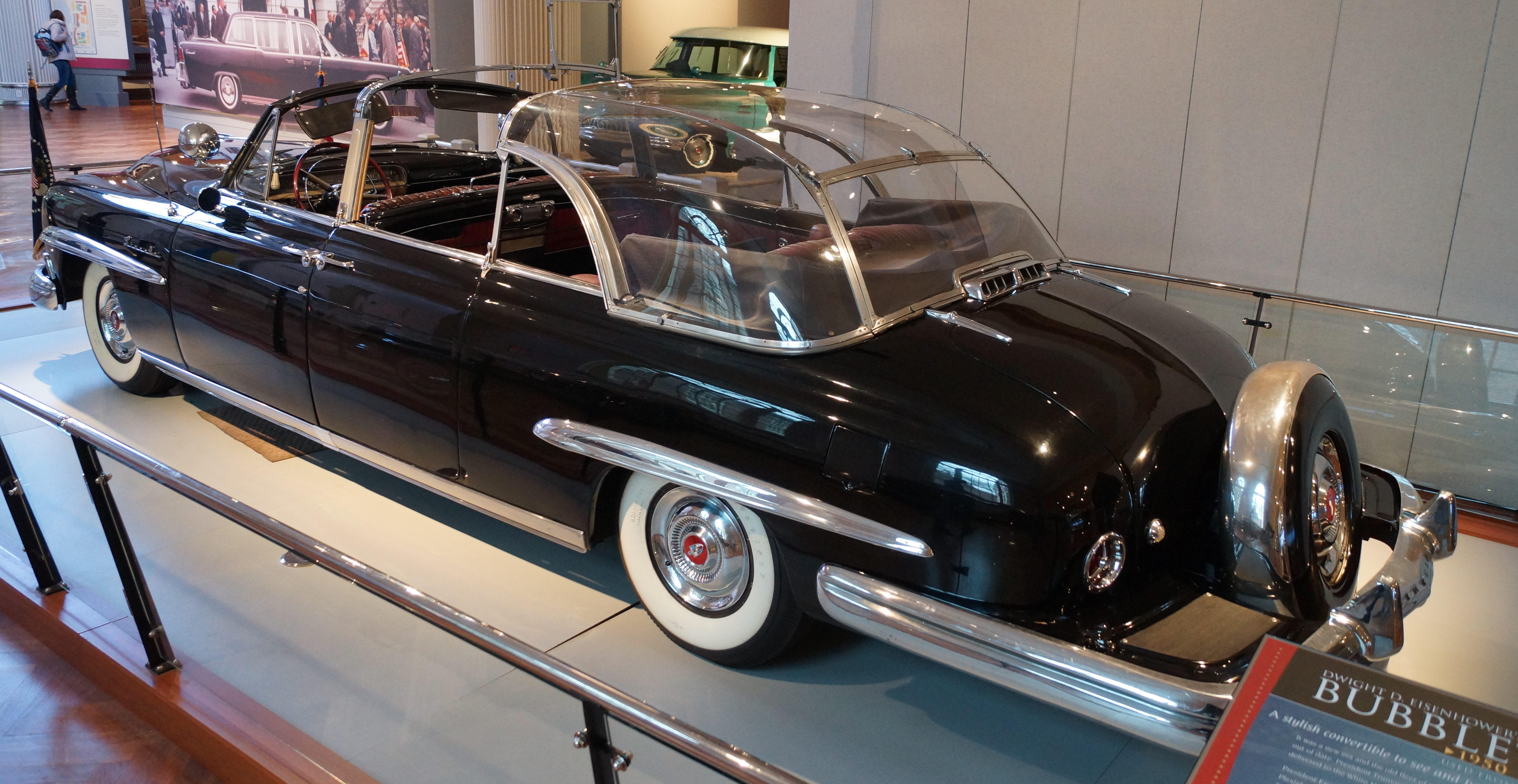
Vista trasera

La leyenda cuenta que Harry S. Truman le guardaba rencor a General Motors porque no le permitieron utilizar sus coches durante su campaña para las elecciones presidenciales de 1948 ; y, por ello, en 1950 eligió a Lincoln para fabricar el coche presidencial del estado.La Casa Blanca alquiló diez Lincoln Cosmopolitans.  Los coches fueron modificados por los carroceros Henney Motor Company y Hess and Eisenhardt para proporcionar características de seguridad adicionales y espacio libre adicional para acomodar los sombreros altos de seda populares en ese momento, y fueron pintados de negro. Nueve de los automóviles tenían carrocerías cerradas, mientras que el décimo era un convertible blindado especialmente para el presidente Truman. El décimo Cosmopolitan medía 20 pies (6,1 m) de largo, 6,5 pies (2,0 m) de ancho y pesaba 6.500 libras (2.900 kg), 1.700 libras (770 kg) más que un Cosmopolitan de serie. Los diez automóviles estaban equipados con motores V8 de 152 caballos de fuerza (113 kW) "con transmisiones Hydra-Matic de servicio pesado ". En 1954, el presidente Dwight D. Eisenhower hizo que el Cosmopolitan convertible fuera equipado con un techo de plexiglás que se conoció como "Bubble-top"; permaneció en servicio presidencial hasta 1965,  y tiene aproximadamente 105,942 millas (170,497 km) en el odómetro.

###### Kennedy Lincoln Continental

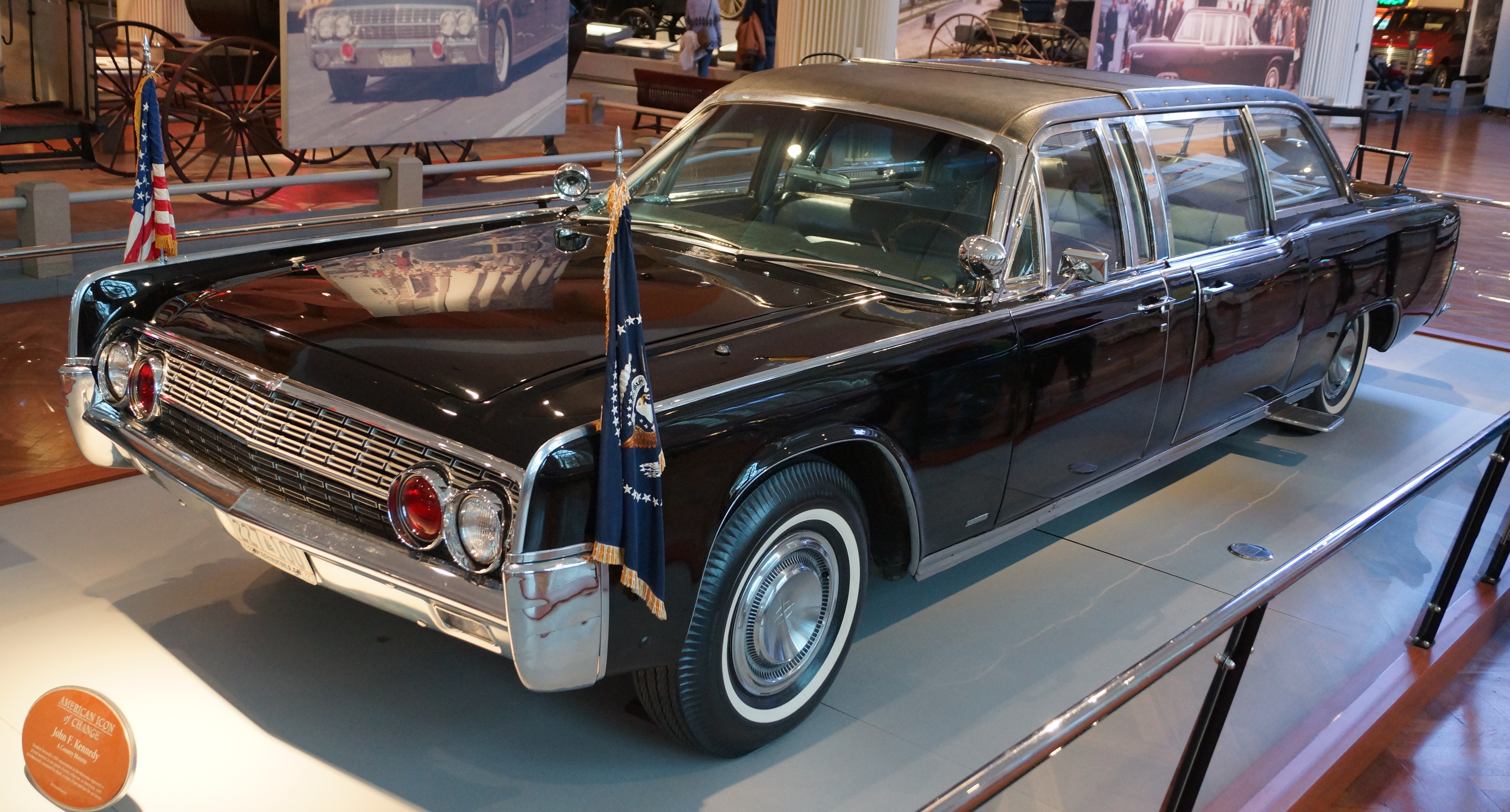
El Lincoln Continental de 1961

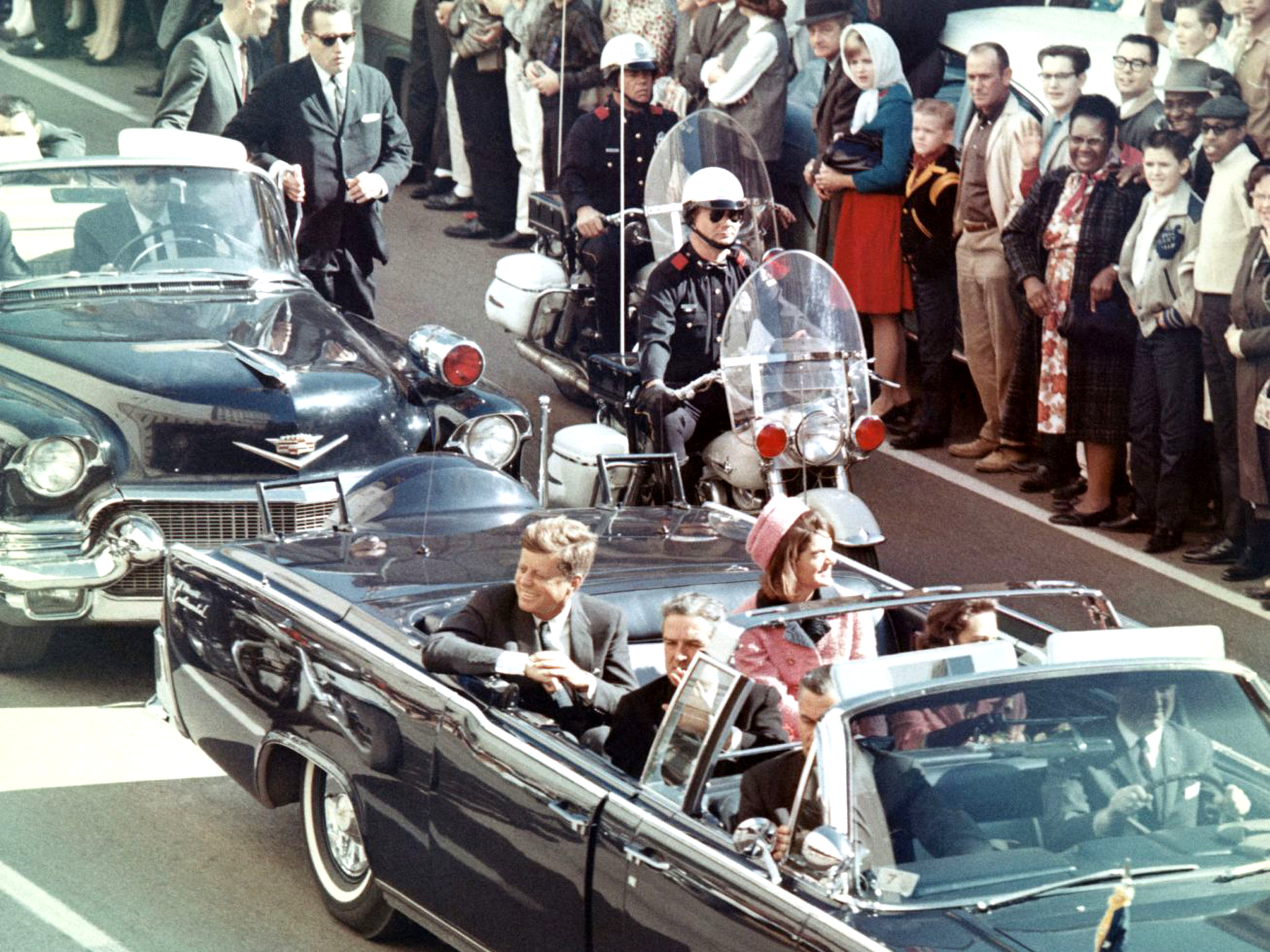
El presidente John F. Kennedy en el Lincoln Continental descapotable, circulando por las calles de Dallas momentos antes de su asesinato

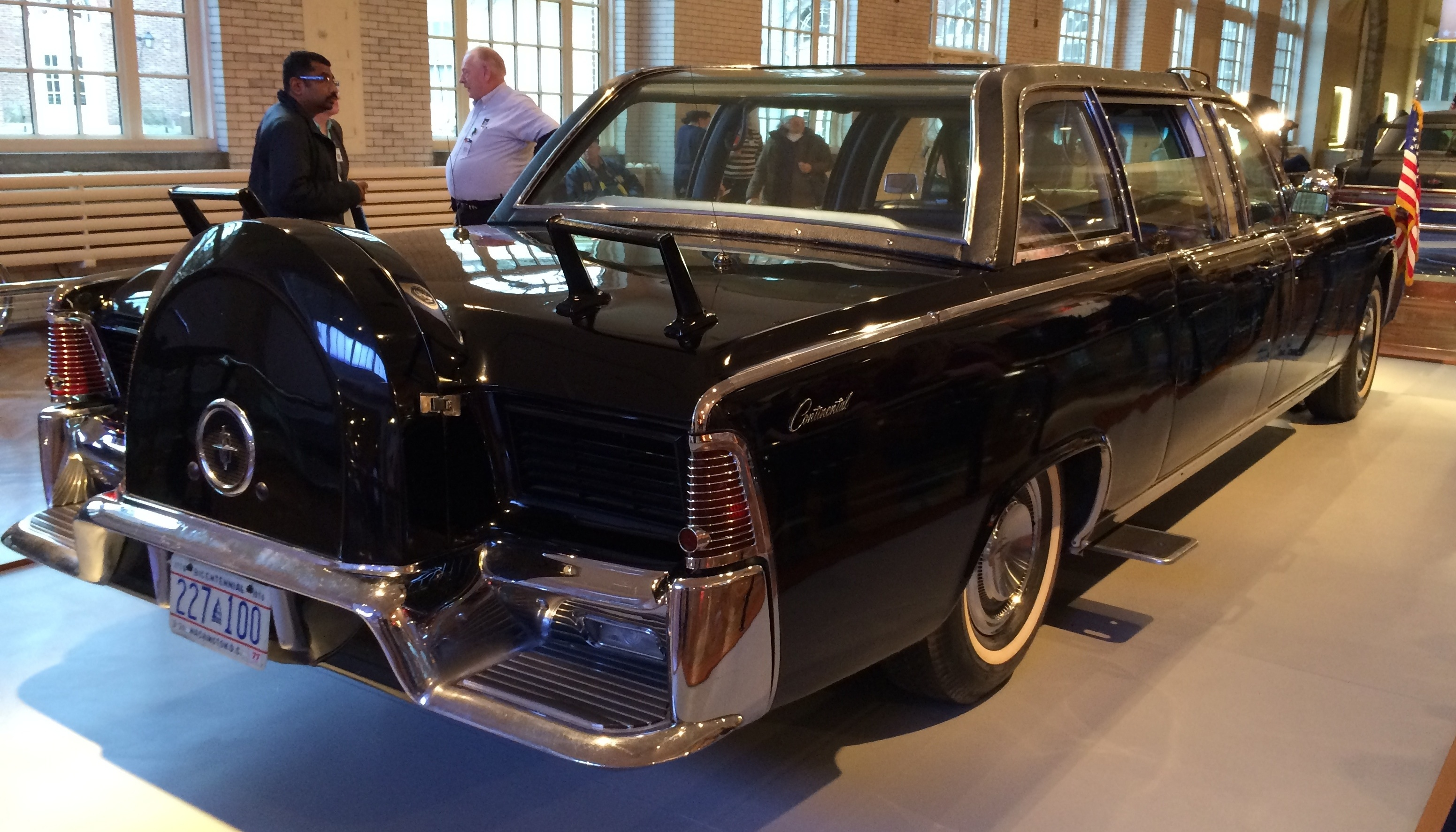
TEl X-100 modificado en The Henry Ford en 2013

El Lincoln Continental de 1961 del presidente John F. Kennedy era originalmente un automóvil de serie, construido en Wixom, Michigan, y se vendía al por menor por $7,347 (equivalente a $74,910 en 2023). El gobierno federal lo alquiló a la Ford Motor Company por $500 (equivalente a $5,098 en 2023) anuales, y luego encargó a Hess y Eisenhardt que lo modificaran para uso presidencial, con un precio de $200,000 (equivalente a $2,039,198 en 2023). El convertible estaba pintado de "azul presidencial metalizado", con escamas de metal plateado incrustadas en su interior; recibió los nombres en código del Servicio Secreto de SS-100-X y X-100.
El coche azul oscuro incluía un "calefactor y aire acondicionado de alta resistencia, un par de radioteléfonos, un extintor de incendios, un botiquín de primeros auxilios y una sirena".  El coche era 3,5 pies (1,1 m) más largo que el de Lincoln porque Hess y Eisenhardt habían añadido una "fila intermedia de asientos plegables orientados hacia delante que se plegaban cuando no se usaban".  El exterior presentaba plataformas de pie retráctiles mejoradas y manijas para agentes del Servicio Secreto, y luces rojas intermitentes empotradas en el parachoques. Lo exclusivo del X-100 eran tres juegos de techos extraíbles (una capota blanda estándar, una de metal ligero y una de plástico transparente) y un elevador hidráulico que elevaba el cojín trasero 10+1 ⁄ 2 pulgadas (270 mm) del suelo. Ambos conjuntos de características fueron diseñados para hacer al presidente más visible para el público, pero también aumentaron la vulnerabilidad del presidente, un factor en el asesinato de John F. Kennedy en 1963.
Después del asesinato, el "Coche de la Muerte" (como lo nombró Associated Press), fue rediseñado en una operación llamada "The Quick Fix". Hess y Eisenhardt, el Servicio Secreto, el Centro de Investigación de Materiales y Mecánica del Ejército de los Estados Unidos, PPG Industries e ingenieros de Ford colaboraron para desmantelar la limusina y mejorar todo. En un esfuerzo por evitar que los "coleccionistas macabros" obtuvieran las partes desechadas del automóvil, estas fueron destruidas.  Por un costo estimado de $500,000, el automóvil fue pintado de negro y presentó "equipo de telecomunicaciones mejorado, un motor más potente y neumáticos a prueba de pinchazos hechos de aluminio recubierto de goma ". El tanque de combustible estaba protegido contra explosiones por una "matriz de espuma porosa" que minimizaba los derrames en caso de pinchazo. El compartimiento de pasajeros estaba protegido por 1,600 libras (730 kg) de blindaje, y los tres techos removibles fueron reemplazados por un recinto de vidrio fijo que costó más de $125,000. El recinto de vidrio estaba hecho de 13 piezas diferentes de vidrio a prueba de balas cuyo espesor variaba entre 1 y 1.+13 ⁄ 16 pulgadas (25 a 46 mm), y fue entonces la pieza más grande de vidrio curvo a prueba de balas jamás fabricada. Se agregó armadura de titanio a la carrocería del automóvil, las ventanas estándar se hicieron resistentes a las balas con capas intercaladas de vidrio y vinilo de policarbonato, y se agregaron neumáticos prototipo de aluminio run-flat. Debido a un aumento del 25 por ciento más de peso, a 9,800 libras (4,400 kg), el automóvil mejorado recibió un motor V8 construido a manoque proporcionó un aumento del 17% en potencia, a 350 caballos de fuerza (260 kW).
En 1967, el convertible fue modificado nuevamente con un sistema de aire acondicionado mejorado , una ventana trasera que se podía abrir y una mejora estructural en la plataforma trasera. A pesar de que se construyeron y entregaron sucesivos automóviles presidenciales a la Casa Blanca, el X-100 continuó siendo utilizado ocasionalmente por los presidentes Lyndon B. Johnson , Richard Nixon, Gerald Ford y Jimmy Carter hasta que se retiró del servicio a principios de 1977. A partir de marzo de 2021, se exhibió públicamente en el museo Henry Ford en Dearborn, Michigan.
Las placas de matrícula ( placas DC , "GG-300") fueron retiradas del X-100 cuando el vehículo fue modernizado después del tiroteo de Kennedy; cuando fueron subastadas en 2015, se vendieron por $100,000 (equivalentes a $128,541 en 2023).

###### Lincoln Continental 1967

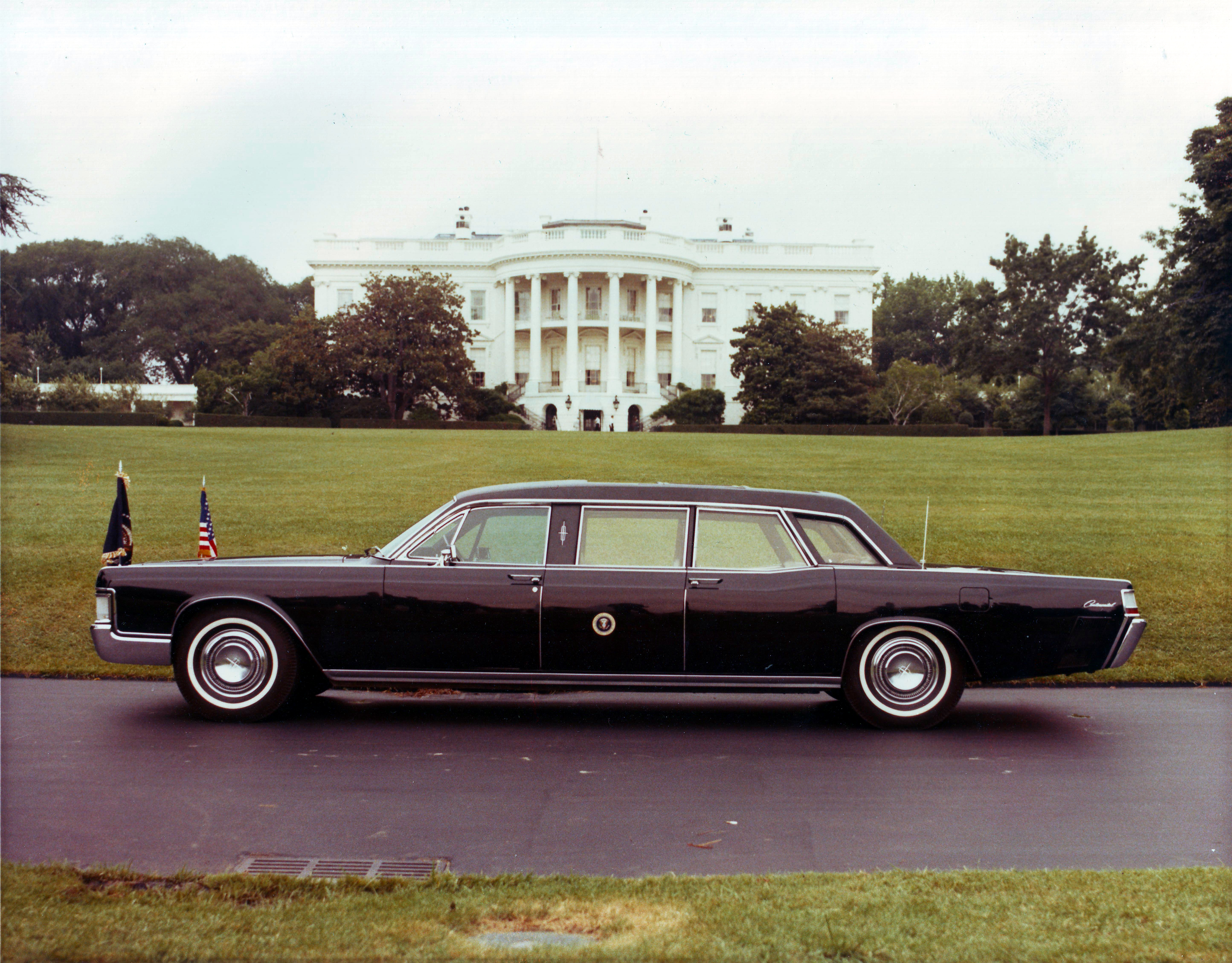
El Lincoln Continental de 1967

El presidente Johnson prefería los descapotables blancos, pero "las preocupaciones por el protocolo y la seguridad" hicieron que recibiera un Lincoln Continental negro de 1967 como su coche estatal. El techo rígido le costó a la Ford Motor Company unos 500.000 dólares (equivalentes a unos 4.570.000 dólares en 2023). Lo alquilaron al gobierno federal por un coste anual de 1 dólar (equivalente a 9,14 dólares en 2023). Con 4.000 libras (1.800 kg) de blindaje, "una capota de burbuja más gruesa que la cabina protectora de un caza F-16" y un motor V8 de 340 caballos de fuerza (250 kW) , el coche de 11.000 libras (5.000 kg) aún podía alcanzar velocidades de 100 millas por hora (160 km/h) - o 50 millas por hora (80 km/h) con cuatro neumáticos pinchados. Según portavoces de la Casa Blanca, el coche del presidente Johnson no estaba equipado con televisión, aunque varios de los miembros de su gabinete sí lo estaban.  Este coche también sirvió a los presidentes Nixon, Ford y Carter, y viajó a 32 naciones antes de ser retirado a mediados y fines de la década de 1970. En 1996, la Ford Motor Company restauró el coche a su estado original y lo donó a la Biblioteca y Museo Presidencial Richard Nixon; el fabricante eligió la biblioteca de Nixon porque llevó el coche en varios de sus viajes presidenciales más importantes.

###### Lincoln Continental 1972

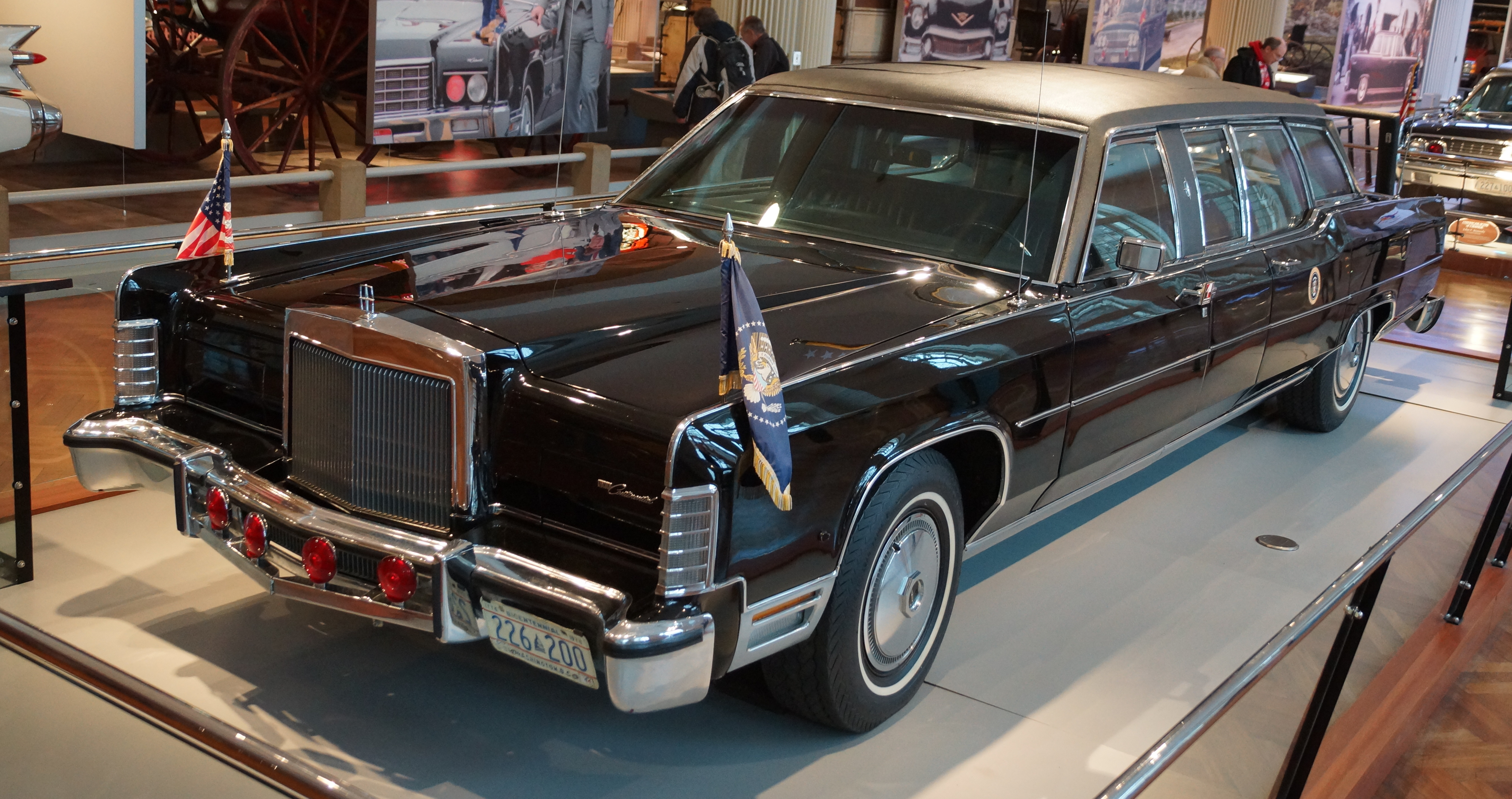
Limusina Presidencial Lincoln de 1972 en The Henry Ford (2016)

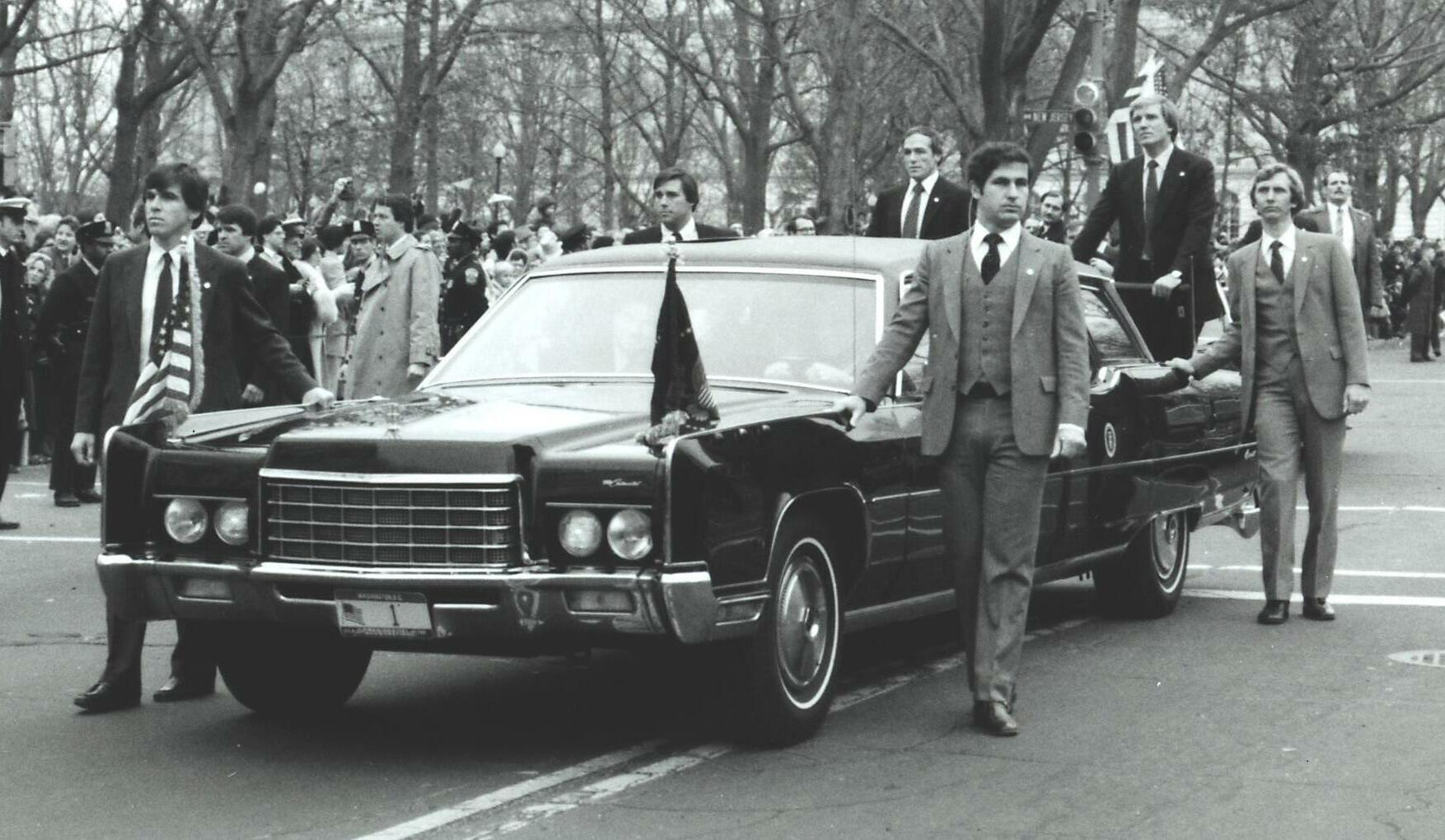
El Lincoln Continental escoltado por el Servicio Secreto

En 1974, se entregó a la Casa Blanca un Lincoln Continental modificado de 22 pies (6,7 m)  13 000 libras (5900 kg)  La limusina para seis pasajeros fue alquilada a la Ford Motor Company por 5000 dólares estadounidenses (equivalentes a 30 891 dólares en 2023) al año y contaba con un motor V8 de 460 pulgadas cúbicas (7,5 L) y 214 caballos de fuerza (160 kW) . El automóvil completamente cargado también tenía micrófonos externos para permitir que los ocupantes escucharan ruidos externos, placa de blindaje completa, vidrio a prueba de balas y bastidores para que el Servicio Secreto guardara metralletas.
El coche fue utilizado por los presidentes Nixon, Ford, Carter, Ronald Reagan y George H.W Bush.  En 1974, el coche era transportado normalmente por la Fuerza Aérea de los Estados Unidos en un avión de carga Lockheed C-141 Starlifter a un coste de combustible para aviones por hora de 1.800 galones estadounidenses (6.800 L; 1.500 imp gal). Debido a que las preocupaciones de seguridad exigían legalmente su uso por parte del presidente, los partidos políticos no estaban obligados a reembolsar al gobierno por su uso durante las campañas políticas. Fue el vehículo en el que Sara Jane Moore disparó contra Ford en 1975.  Durante el intento de asesinato de Ronald Reagan en marzo de 1981, el coche fue alcanzado por los dos últimos de seis disparos: el penúltimo dañó la ventana a prueba de balas de la puerta trasera derecha del pasajero, mientras que el último rebotó en el panel del cuarto trasero derecho y golpeó al presidente. El automóvil luego transportó a Reagan al Hospital Universitario George Washington.  fue devuelto a Ford para recibir un nuevo interior,  chapa delantera y parrilla Lincoln 1979.
El coche de 1972 salió de servicio en 1992 con 40.617 millas (65.367 km) en su odómetro. Después del mantenimiento y cuidado en 2008, Henry Ford midió el coche en 259 pulgadas (6.600 mm) de largo, 79,6 pulgadas (2.020 mm) de ancho, 61,1 pulgadas (1.550 mm) de alto, a 10.440 libras (4.740 kg), con una distancia entre ejes de 161 pulgadas (4.100 mm). 

###### Cadillac Fleetwood 1983

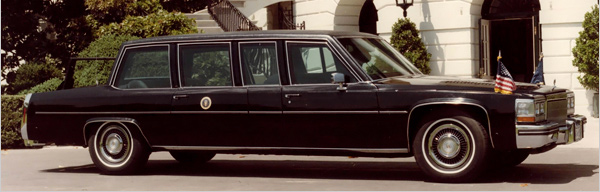
El coche presidencial de Reagan de 1983

El siguiente coche presidencial fue un Cadillac de 1983 que se entregó el 30 de enero de 1984. Este Cadillac Fleetwood es 17 pulgadas (430 mm) más largo y 3 pulgadas (76 mm) más alto que el Fleetwood de serie. Presentaba blindaje y vidrios a prueba de balas ( 2+3 ⁄ 8 pulgadas [60 mm] de espesor), y fue descrito como "de estilo distintivo, con un techo elevado y un gran invernadero trasero". Para lidiar con el peso adicional del blindaje, el automóvil tenía ruedas y neumáticos de gran tamaño, frenos de alta resistencia y un sistema de nivelación automático.

###### Lincoln Town Car de 1989

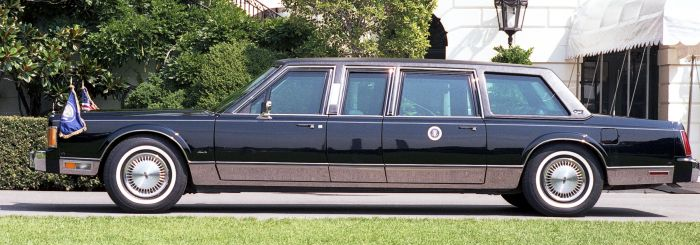
El coche presidencial Lincoln Town Car de 1989

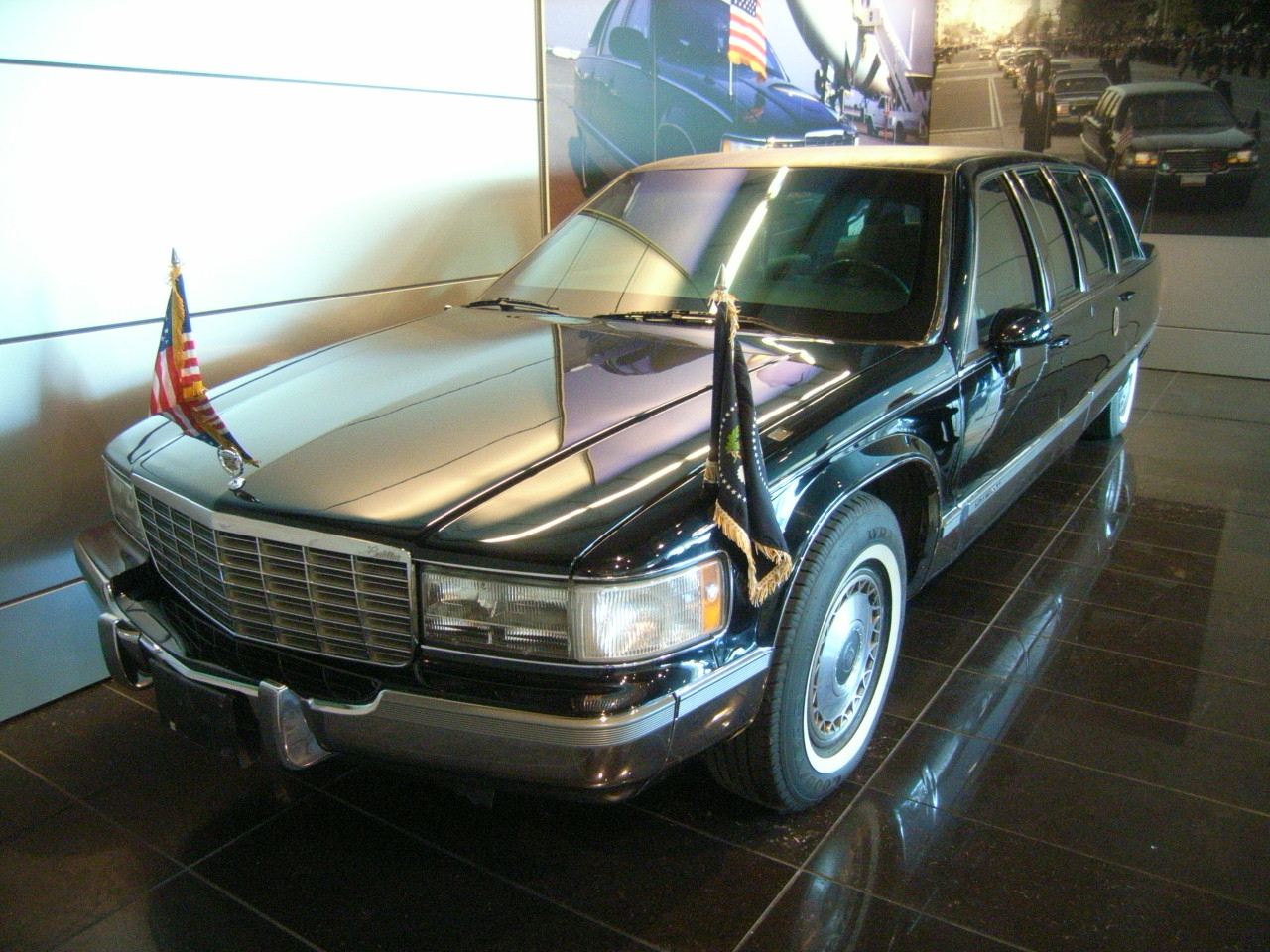
El coche presidencial Cadillac Fleetwood de 1993

El automóvil presidencial estatal de 1989 que fue entregado a la Casa Blanca fue un Lincoln Town Car modificado de 1989 que medía 22 pies (6,7 m) de largo y más de 5 pies (1,5 m) de alto.

###### Cadillac Fleetwood de Clinton
El presidente Bill Clinton utilizó un Cadillac Fleetwood de 1993 como su coche oficial presidencial. Actualmente se encuentra en exhibición en el Centro Presidencial Clinton en Little Rock, Arkansas, donde se encuentra con todas sus puertas cerradas al público. La curadora del museo, Christine Mouw, señaló que pueden "quitar el polvo del exterior del coche, pero si tuviéramos que entrar, tendríamos que ponernos en contacto con la oficina regional del Servicio Secreto".
CNN entrevistó a Joe Funk, ex agente del Servicio Secreto y conductor del coche oficial de Clinton durante parte de su mandato. Funk describió una dicotomía del coche: mientras que el presidente está totalmente aislado del mundo exterior por el blindaje y el vidrio a prueba de balas del vehículo, tiene a su alcance capacidades de comunicación que incluyen teléfonos, comunicaciones por satélite e Internet.

###### La transición a los coches de pedidos especiales: George W. Bush

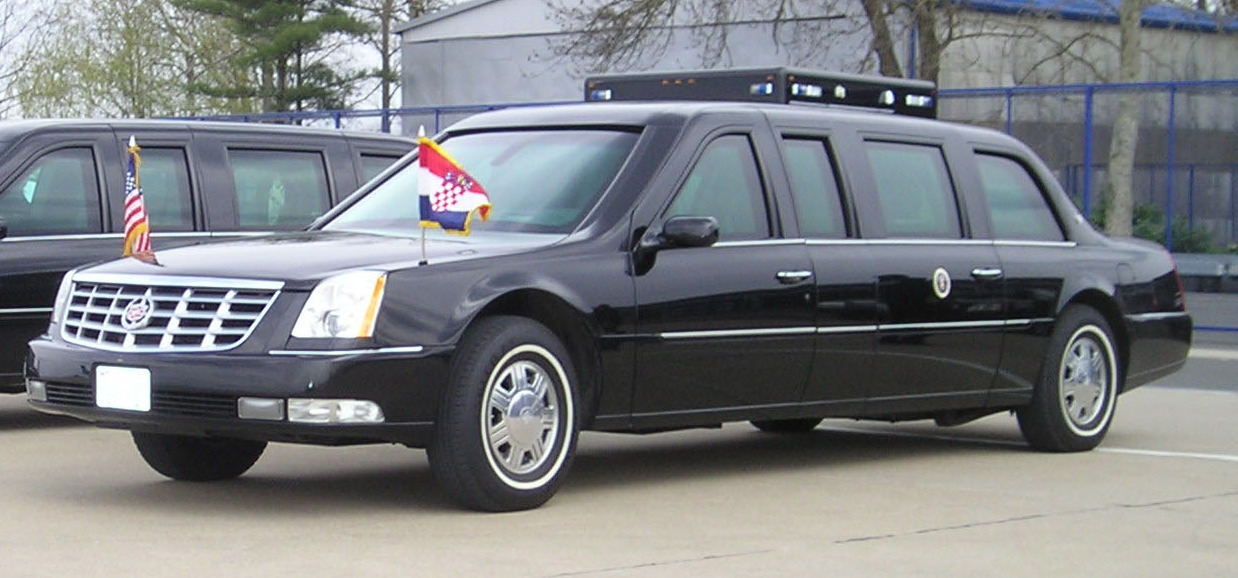
La limusina presidencial del presidente George W. Bush en Zagreb

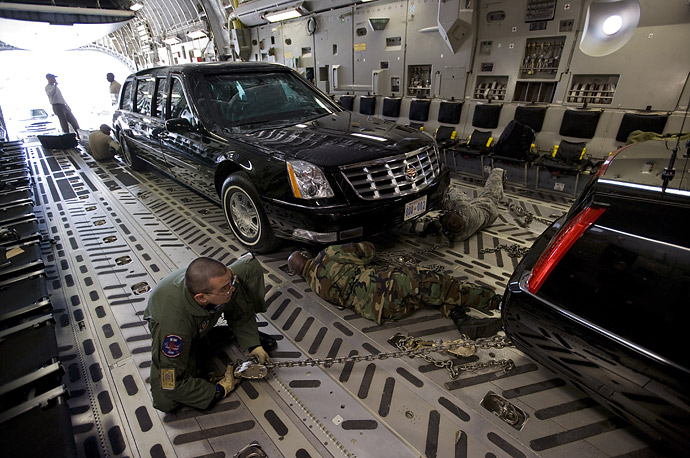
La limusina presidencial a bordo de un Boeing C-17

En 2001, con la toma de posesión de George W. Bush para su primer mandato, la empresa Cadillac ya no tenía en stock un coche que pudiera pasar por el proceso de conversión en coche presidencial. Además, las placas de blindaje adicionales y los accesorios añadidos al coche por el Servicio Secreto provocaron que los coches presidenciales anteriores se sobrecargaran más allá de sus capacidades y, como resultado, se acortó la vida útil de los sistemas de transmisión y frenos. En cambio, el coche presidencial del presidente Bush fue diseñado íntegramente por el brazo de investigación y desarrollo de General Motors en Detroit para cumplir con los requisitos del Servicio Secreto. Se especula que el coche de Bush era un modelo Cadillac DeVille que en realidad se basaba en el chasis de los vehículos utilitarios deportivos de General Motors, como el Chevrolet Suburban, el GMC Yukon y el Cadillac Escalade. Este coche estaba equipado con puertas blindadas de 13 cm de espesor y cristales blindados que, debido a su grosor, bloquean partes del espectro visible. Los componentes estimados del coche incluyen una cabina de pasajeros con suministro de aire independiente, neumáticos a prueba de pinchazos y un calibre 7,44. -motor de litro. Los accesorios cuya existencia se ha confirmado son un cambiador de CD para 10 CD, una mesa de trabajo abatible y asientos traseros regulables con mecanismo de masaje y cojines flexibles.
El peso estimado de este auto presidencial fue de 6,4 toneladas. Y su apodo era “La Bestia”, apodo que continuó incluso durante la presidencia de Barack Obama. En sus viajes fuera de Washington o fuera de Estados Unidos, Bush utilizó uno de los dos vehículos blindados, que fueron llevados a sus destinos de viaje en aviones C-5 Galaxy o Boeing C-17 Globemaster III, uno para uso y otro como respaldo. Durante la visita de Bush a Roma en 2000, se produjo una avería durante 5 minutos en uno de sus coches y tras la llegada del presidente a su destino, fue trasladado al coche de reserva. A veces, Bush utilizó vehículos que ya estaban disponibles en el lugar de destino de su viaje, como el parque de vehículos de la embajada estadounidense local o vehículos militares, en lugar de volar con el coche presidencial al país de destino.
En 2005, la administración Bush reveló la existencia de un par de nuevos coches presidenciales basados en el Cadillac DTS, el coche presidencial Cadillac DTS del país. Al igual que sus antecesores y los que les siguieron, estos coches se construyeron sobre el chasis de un camión y se les realizaron ajustes como la instalación de un blindaje de 15 cm de espesor, neumáticos a prueba de pinchazos y cristales blindados extra gruesos, aunque con la inauguración en 2009. Durante el mandato del presidente Obama se pusieron en servicio nuevos coches presidenciales, los del año 2005 todavía se utilizan como respaldo para la nueva flota de coches. El presidente de los Estados Unidos no viaja en ningún caso en un coche que no forme parte del gobierno de los EE.UU. flota de coches durante sus giras en el extranjero.

###### La presidencia de Obama: Cadillac personalizado 2009-2018

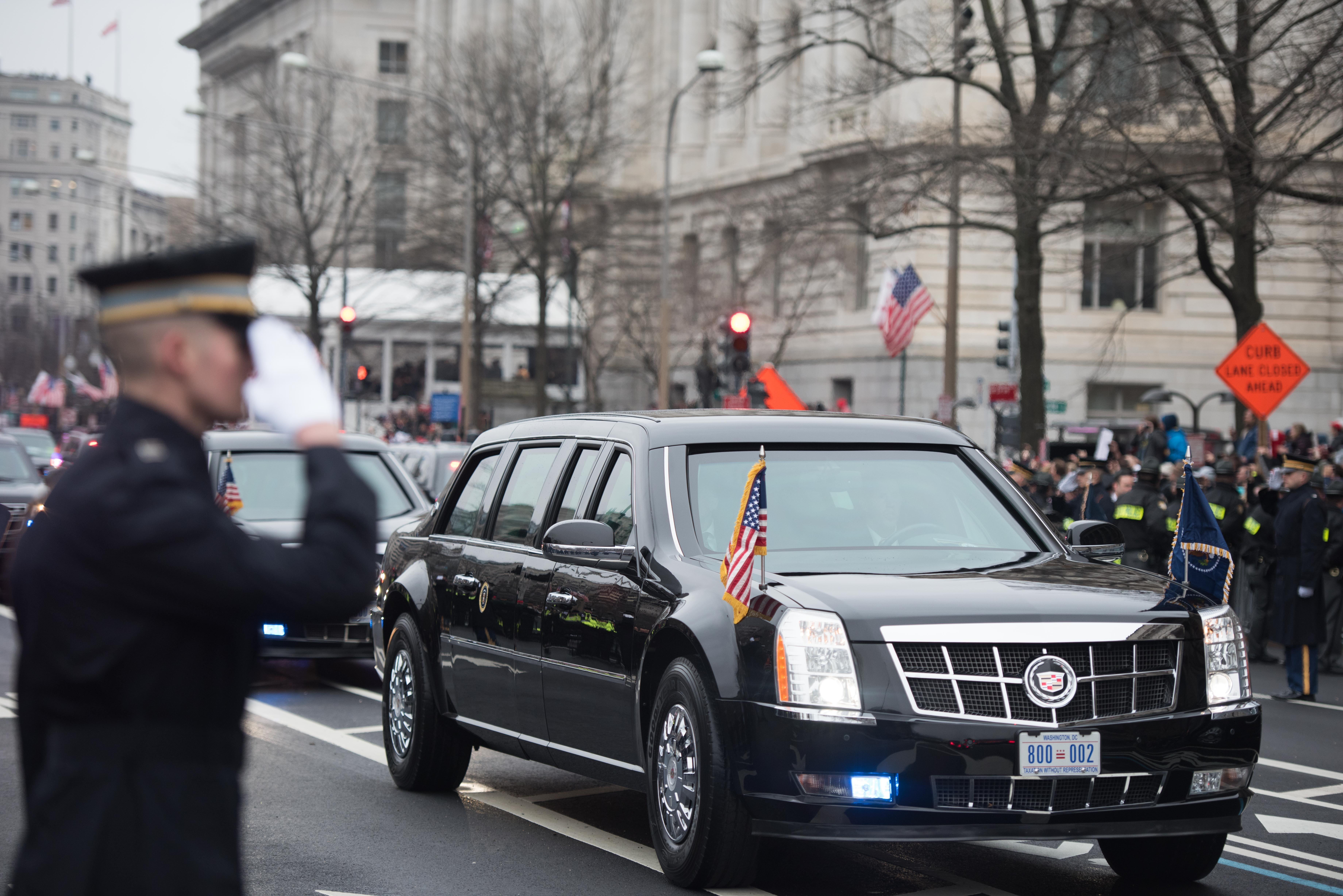
Trasladando al presidente Donald Trump el día de su toma de posesión en 2017

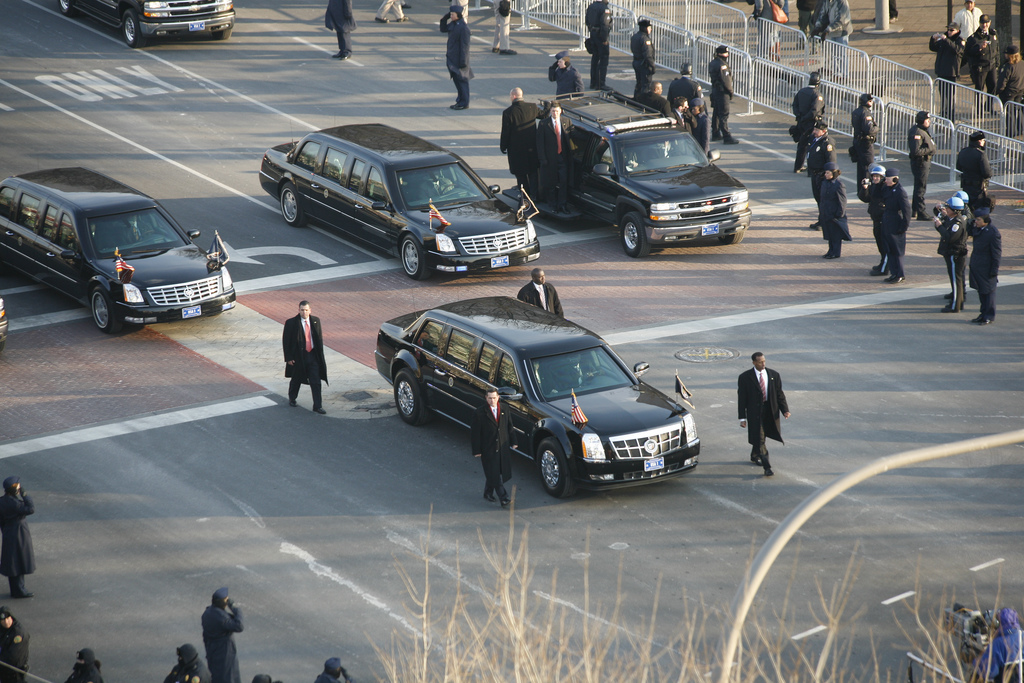
En su debut inaugural de 2009, resguardada por agentes del Servicio Secreto de los Estados Unidos. Detrás vienen las anteriores limusinas de George W. Bush.

El coche presidencial estatal 2009-2018 entró en servicio el 20 de enero de 2009 y llevó al presidente Obama las dos millas (3,2 km) por Pennsylvania Avenue desde su toma de posesión hasta el desfile inaugural. Un Cadillac, el coche presidencial estatal no se basó en ningún modelo de coche en particular,  aunque tenía la "parrilla de doble textura y la insignia del escudo de armas de Cadillac del tamaño de un plato de comida" emblemática del Cadillac CTS y el Cadillac Escalade. Los faros delanteros y traseros eran idénticos a los utilizados en otros modelos de producción de Cadillac. Anton Goodwin, del blog Road/Show de CNET , señaló que se especulaba que el coche presidencial estatal se basaba en la plataforma GMC Topkick. Si ese fuera el caso, entonces Goodwin asumió que el automóvil contaría con un motor V8 General Motors Vortec de 8,1 litros (490 pulgadas cúbicas) impulsado por gasolina o un motor V8 turbo Duramax de 6,6 litros (400 pulgadas cúbicas) impulsado por diésel.
La revista Autoweek afirmó que el automóvil funcionaba con un motor de gasolina. Se especuló que este automóvil estatal presidencial era mucho más pesado que su predecesor, ya que está equipado con neumáticos Goodyear Regional RHS que generalmente se reservan para camiones medianos y pesados; los pesos especulados varían de 15,000 a 20,000 libras (6,800 a 9,100 kg). Debido al peso del automóvil, solo podía alcanzar aproximadamente 60 mph (97 km / h) y solo logró de 3,7 a 8 millas por galón estadounidense (64 a 29 L / 100 km; 4,4 a 9,6 mpg ‑imp ). Se informó que la limusina costó entre $300,000 y $1,500,000 (equivalente a aproximadamente $400,000–2,000,000 en 2023). El mantenimiento del automóvil estatal presidencial estuvo a cargo del Servicio Secreto de los Estados Unidos.
El coche tenía más vidrio a prueba de balas de cinco pulgadas (130 mm)  que el modelo anterior. También tenía neumáticos run-flat y un interior que estaba completamente sellado para proteger a los ocupantes en caso de un ataque químico. El modelo de coche estatal presidencial de 2009 tenía óptica de visión nocturna, un cañón de gas lacrimógeno, tanques de oxígeno a bordo, un tanque de combustible blindado lleno de espuma para evitar explosiones y escopetas de corredera. Ya sea que estuviera o no armado con granadas propulsadas por cohetes, el coche tenía puertas de ocho pulgadas (200 mm). 
La portavoz de General Motors, Joanne K. Krell, dijo sobre el coche de estado presidencial: "El vehículo presidencial está construido según especificaciones precisas y especiales, se somete a pruebas y desarrollo extremos, y también incorpora muchos de los aspectos más destacados de los coches 'normales' de Cadillac, como el diseño exclusivo, los interiores cortados y cosidos a mano, etc."  El curador de The Henry Ford dijo a The Dallas Morning News que el coche de estado del presidente Obama era "un tanque con una insignia de Cadillac".
En 2013, el coche presidencial del estado fue equipado con placas de matrícula estándar de Washington D.C., que decían "IMPUESTO SIN REPRESENTACIÓN" en referencia a la falta de representación del distrito en el Congreso de los Estados Unidos. El cambio se produjo después de que el ayuntamiento de DC solicitara al presidente que utilizara las placas en su caravana, que sería vista por millones de personas mientras el presidente se dirigía por Pennsylvania Avenue para su segunda investidura. 

## Modelo actual

### Desarrollo

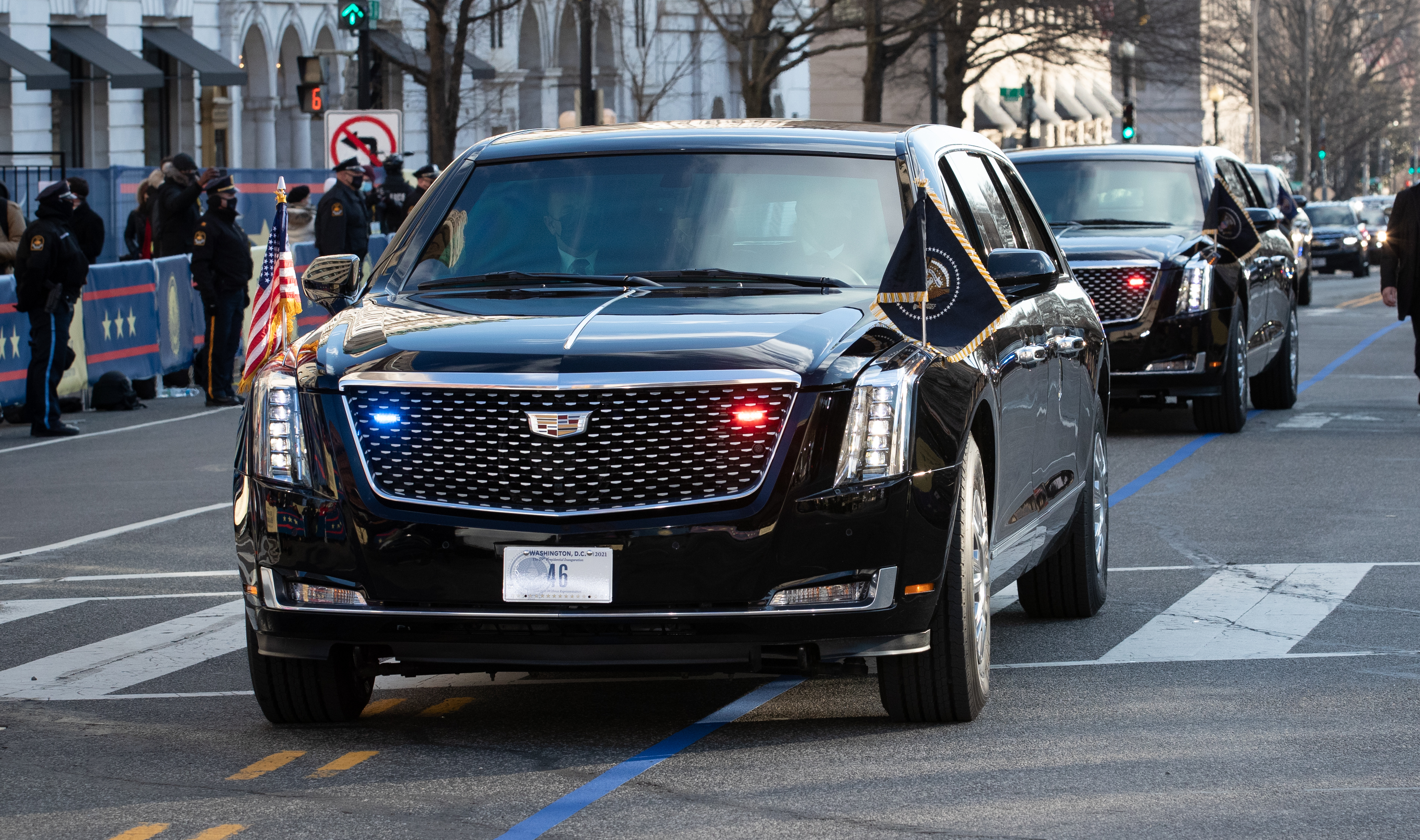
Limusina presidencial modelo actual el 20 de enero 2021

Cuando el Servicio Secreto encargó por primera vez el proyecto en 2014, General Motors (GM) recibió tres contratos para la nueva limusina. Se esperaba que cada vehículo estatal costara entre 1 y 1,5 millones de dólares estadounidenses y, en enero de 2016, GM había recibido 15.800.765 dólares (equivalentes a 20.059.873 dólares en 2023) por su trabajo en el nuevo modelo. Después de que se vieran prototipos del nuevo modelo circulando por la vía pública envueltos en un camuflaje monocromático de múltiples escalas, Cadillac confirmó a Fox News que "hemos completado nuestra tarea y hemos entregado el vehículo al cliente". El Servicio Secreto confirmó que el programa para reemplazar el coche presidencial estaba "en marcha y según lo previsto" y debería estar en servicio a finales del verano de 2018. Gary Gastelu, de Fox News, opinó que el prototipo camuflado parecía similar al Cadillac CT6. 

#### Realización
Todavía apodado "la Bestia", como se estableció con el modelo 2001-2009, el modelo actual debutó con un viaje del presidente Donald Trump a la ciudad de Nueva York el 24 de septiembre de 2018. Road & Track informó que "el diseño parece ser una simple evolución del modelo anterior con más señales de diseño actuales de Cadillac, como un sedán Escalade ". Road & Track describió el automóvil estatal como "enorme y alto", y con un peso de 15 000 a 20 000 libras (6800 a 9100 kg).
NBC News informó un peso de 20,000 libras y capacidad para siete personas, y especuló que la limusina pretendía evocar la estética del Cadillac XT6. Car and Driver dijo que el automóvil fue construido sobre la plataforma GMC TopKick, pesa hasta 15,000 libras, tiene los faros del Cadillac Escalade y la parrilla emblemática del concept car Cadillac Escala.
Además de las medidas defensivas diseñadas para proteger al presidente, este coche estatal tiene depósitos de sangre del tipo del presidente para emergencias médicas. El coche está herméticamente sellado contra ataques químicos y cuenta con neumáticos run-flat, dispositivos de visión nocturna, cortinas de humo y manchas de aceite como medidas defensivas contra los atacantes. NBC informó que el coche cuenta con una armadura hecha de aluminio, cerámica y acero; las paredes exteriores tienen un espesor de ocho pulgadas (200 mm), las ventanas son multicapa y tienen cinco pulgadas (130 mm) de espesor, y cada puerta, que se cree que pesa tanto como las de un Boeing 757, puede electrificar sus manijas para disuadir la entrada. A partir de mayo de 2019, el modelo actual se utilizó junto con el modelo anterior.

##### Especificaciones

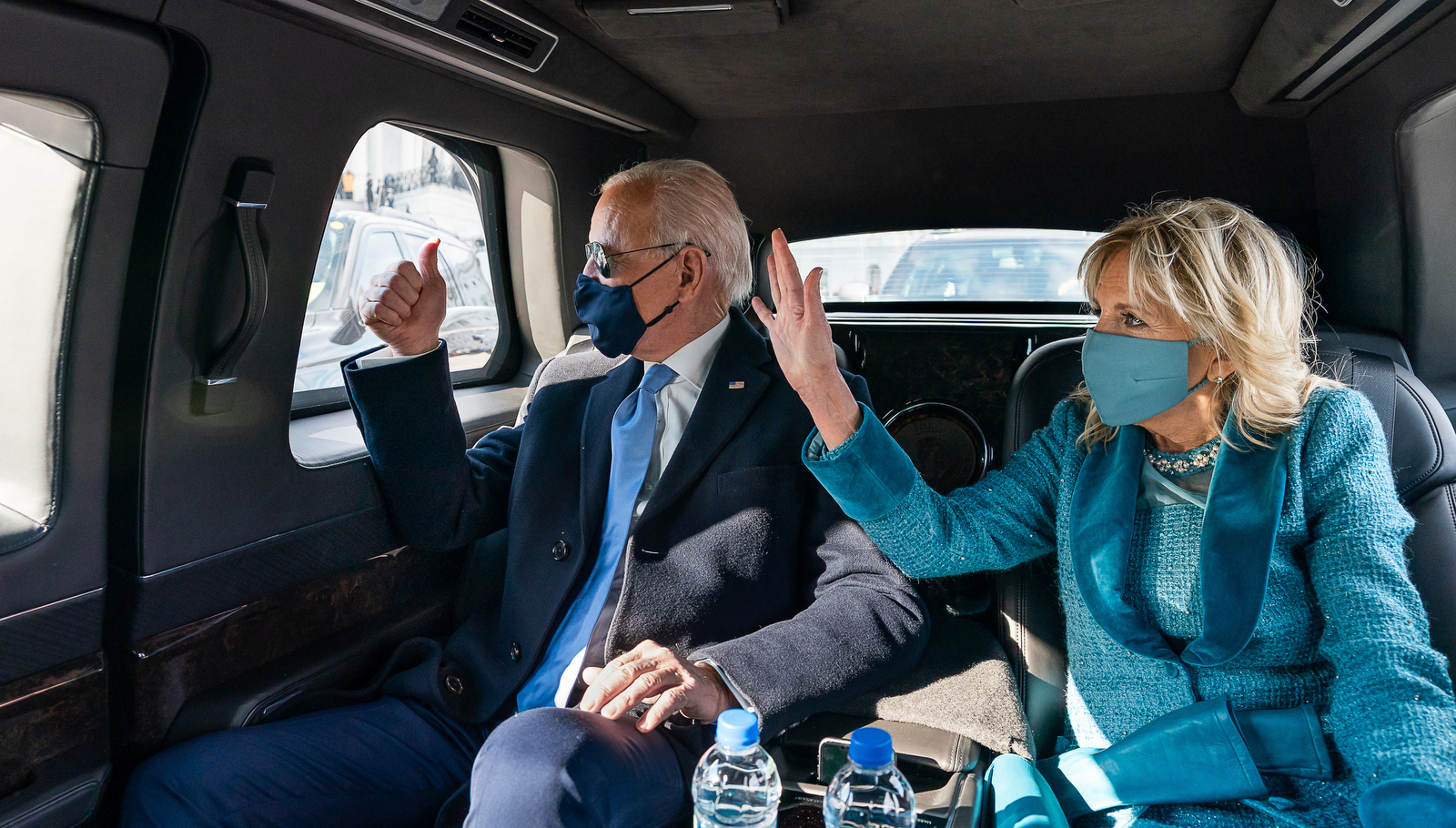
Joe y Jill Biden viajando a bordo el 20 de enero del 2021

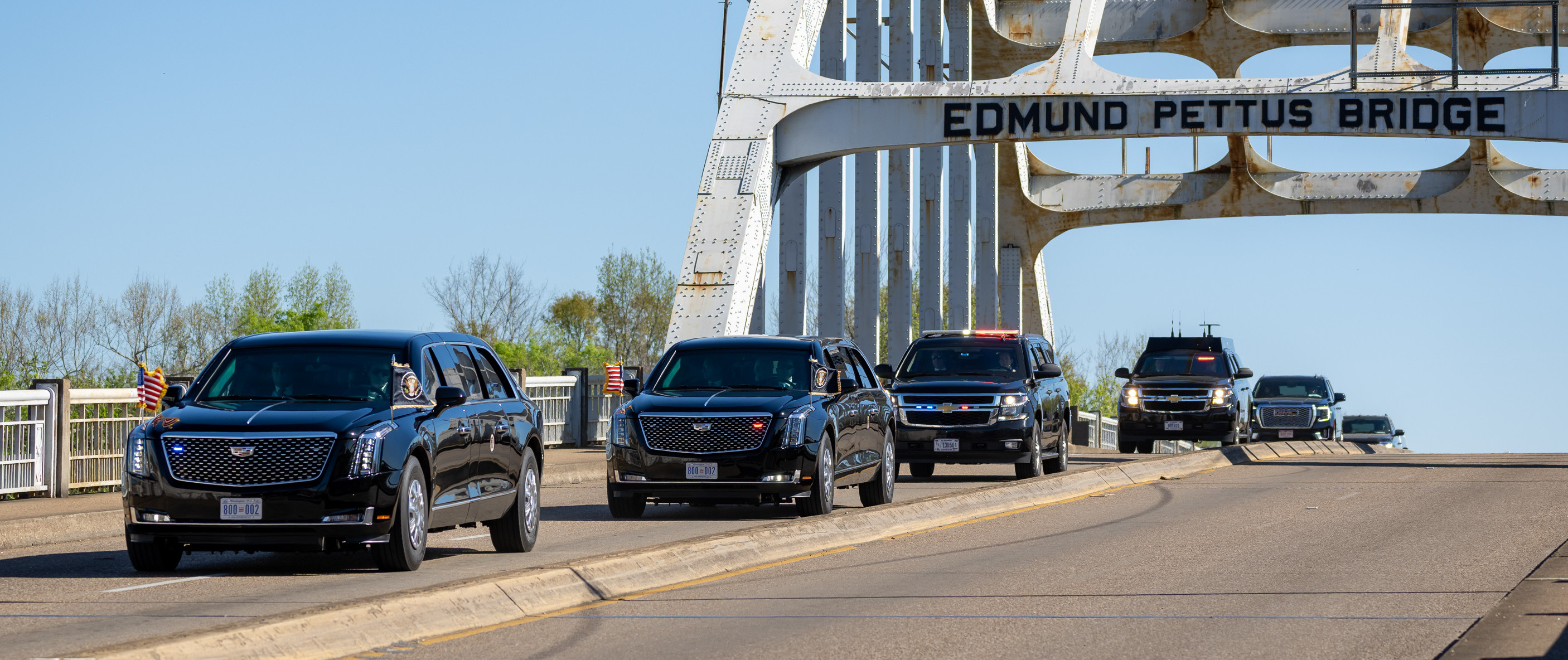
La caravana de Joe Biden cruzando el puente Edmund Pettus el 5 de marzo de 2023.

Gran parte de las especificaciones es información clasificada por razones de seguridad. Está totalmente equipado con blindaje de tipo militar, cuya carrocería está construida en aluminio, acero y titanio, capaz de resistir disparos de cohetes y ataques con armas químicas. Las ventanas tienen un grosor de 5 pulgadas (12,7 cm) y las puertas de casi 10 pulgadas (25,4 cm). Tiene neumáticos tipo Run Flat que, en caso de sufrir disparos, le permiten avanzar hasta 100 km (62 millas) a toda velocidad. Solamente la ventana del presidente y la del chofer se pueden bajar, las otras son fijas. Debido al grosor y oscuridad de los cristales, la mayor parte de la iluminación natural se ve reducida, siendo compensada con un sistema de iluminación fluorescente.
El coche tiene capacidad para siete personas. Los dos asientos delanteros tienen una consola con un centro de comunicaciones. Una pantalla de cristal líquido divide la parte frontal con la posterior, siendo únicamente activada desde el mando presidencial. Los tres asientos posteriores que miran hacia el fondo, cuentan con la posibilidad de ser plegados. Los dos asientos posteriores están reservados para el presidente y un acompañante, pudiendo reclinarse individualmente.
Una mesa plegable se encuentra entre estas dos filas de asientos. Los compartimientos del interior contienen un equipo de comunicaciones que interfiere las señales de celular en un amplio rango. En caso de que el mandatario sufra un atentado, en el interior del vehículo hay almacenada sangre del mandatario para transfusiones de emergencia. El servicio secreto se refiere al vehículo con el nombre de la Bestia.
En las giras nacionales, el Cadillac One muestra la bandera presidencial y la Bandera de los Estados Unidos de América, que son iluminadas por faros direccionales en el vehículo. Cuando el presidente realiza una visita de estado al extranjero, la bandera presidencial es remplazada por la del país anfitrión. La limusina es transportada por vía aérea para las actividades nacionales e internacionales, en un C-17 Globemaster III de la Fuerza Aérea de los Estados Unidos.

## Comitivas presidenciales
Las comitivas en las que participa el vehículo presidencial son operaciones detalladas y complejas. 
Tras el asesinato de John F. Kennedy, la caravana estaba formada por cuatro escoltas en motocicleta, tres autobuses y más de 17 automóviles (incluido el automóvil estatal presidencial).  Las caravanas bajo el presidente George W. Bush involucraban hasta dos docenas de automóviles.  Bajo el presidente Obama estaban formadas por otros 30 vehículos, incluidos autos de policía para liderar la caravana y despejar las calles; vehículos utilitarios deportivos para transportar el equipo del Servicio Secreto de los Estados Unidos, contramedidas electrónicas, personal clave, un Equipo de Contraataque del Servicio Secreto, personal y equipo de "mitigación de materiales peligrosos" y personal de la Agencia de Comunicaciones de la Casa Blanca, camionetas de prensa, una ambulancia, un camión de bomberos y otros vehículos.
El vehículo presidencial es mantenido por el Servicio Secreto de los Estados Unidos. Otros vehículos de apoyo en la caravana del presidente son mantenidos por la Oficina Militar de la Casa Blanca. Debido a la dificultad de organizar caravanas, se prefieren los helicópteros (Marine One).

## Destrucción
A finales del siglo XX, era habitual que el Servicio Secreto de los Estados Unidos participara en la destrucción del coche presidencial una vez que había cumplido su ciclo de vida. Los agentes federales utilizan balas y explosivos con dos fines: el primero es demostrar la eficacia del automóvil contra ese tipo de armamento, mientras que el segundo es destrozar el vehículo y destruir los secretos de su fabricación, blindaje y capacidades defensivas.